# Lexicale regel
Een lexicale regel is een morfofonologische regel die rechtstreeks toegang heeft tot het lexicon van een taal. Een lexicale regel bezit de volgende kenmerken:
1. Hij is in het bijzonder van toepassing op woordsoorten en morfemen. Een voorbeeld in het gesproken Nederlands is de n-deletie na een sjwa aan het eind van vrijwel alle infinitieven. Dit verschijnsel treedt meestal niet op aan het eind van de stam van werkwoorden, zoals in ik teken. Hieruit volgt dat de regel volgens welke in gesproken Nederlands de -n na en sjwa aan het eind van woorden altijd wegvalt wel van toepassing is op woorden met achtervoegsels, maar niet op afzonderlijke werkwoordsstammen.
2. Er kunnen uitzonderingen bestaan op een lexicale regel, maar dat hoeft niet. Ook aan het eind van de Nederlandse woorden heiden en christen valt in de gesproken taal de -n vaak weg, hoewel het hier niet om suffixen gaat. In het gesproken Engels is n-deletie na m ook een voorbeeld van een lexicale regel want hij geldt alleen aan het eind van woorden en dus niet voor woorden met achtervoegsels (zoals damnation en hymnal), maar dan een zonder uitzonderingen omdat de medeklinkercluster /mn/ in het Engels nooit wordt uitgesproken aan het eind van woorden.
3. Hij is alleen van toepassing op onderliggende vormen en op fonemen en daarmee "structuurbehoudend", wat wil zeggen dat de uitkomst alleen een klank kan zijn die al in de klankinventaris van de taal als apart foneem voorkomt. Dit is niet het geval voor bijvoorbeeld de geaspireerde p in het Engelse pen. Aspiratie in het Engels is dus geen lexicale regel, aangezien de geaspireerde /p/ geen apart foneem is in het Engels.
4. Hij is makkelijk toegankelijk voor native speakers.
5. Hij kan niet over woordgrenzen heen gelden.
6. Hij geldt altijd eerder dan een postlexicale regel.[1]